# Stobotnik
Stobotnik es un ship popular en la ficción slash entre el Agente Stone y el Doctor Ivo Robotnik, dos personajes ficticios de la franquicia cinematográfica Sonic the Hedgehog. Stobotnik es un acrónimo de "Stone" y "Robotnik".

## Trasfondo
El Agente Stone, así como la encarnación del Doctor Robotnik interpretada por Jim Carrey aparecieron por primera vez en la película de 2020 Sonic, la película. Ambos son antagonistas que han aparecido en todas las películas de la franquicia. Robotnik es un científico loco que busca gobernar a la humanidad, y Stone es su asistente y compañero, quien busca ayudarlo en sus objetivos. Los dos están en una relación aparentemente tóxica desde el principio, pero su relación parece fortalecerse a lo largo de las películas.
Después de que Robotnik es desterrado al Planeta Champiñón en Sonic the Hedgehog 2 (2022), Stone se convierte en barista en la cafetería Mean Bean, deprimido por su desaparición. Sin embargo, cuando escucha la noticia de su regreso, inmediatamente se emociona. En Sonic the Hedgehog 3 (2024), Robotnik reveló cómo se sentía realmente acerca de Stone antes de la explosión del Cañón Eclipse.
Stone originalmente iba a tener un papel menor en la primera película, pero la improvisación de Jim Carrey convirtió a Stone en un subordinado adulador de Robotnik.
Después del lanzamiento de Sonic, la película (2020), el personaje del Agente Stone fue bien recibido por el fandom de Sonic y fue shippeado de inmediato con Doctor Robotnik, inspirando numerosos fan art y fan fictions.

## Respuesta oficial
Lee Majdoub, quien interpreta al Agente Stone en las películas, ha reconocido públicamente y de forma positiva el ship, apoyándolo públicamente. Además, Jim Carrey, quien interpreta al Doctor Robotnik en las películas, reconoce el hecho de que puede haber algo entre los dos personajes.